# Tarzan (1999.)
Tarzan je američki animirani pustolovni film iz 1999. godine u produkciji Walt Disney Feature Animation za Walt Disney Pictures. 37. Disneyjev animirani igrani film, deseti i posljednji objavljen tijekom Disneyjeve renesanse ere, temelji se na priči iz 1912., autora Edgara Ricea Burroughsa, što je prva animirana ekranizacija verzija  te priče. 
Tarzan je premijerno prikazan u El Capitan Theatre 12. lipnja 1999., a objavljen je u Sjedinjenim Državama 16. lipnja 1999. Dobio je pozitivne kritike kritičara koji su hvalili glasovne izvedbe glumaca, glazbu i animaciju (osobito akcijske sekvence). Uz produkcijski proračun od 130 milijuna dolara (tada najskuplji animirani film ikad snimljen do Final Fantasy: The Spirits Within 2001.), film je zaradio 448,2 milijuna dolara diljem svijeta, postavši 5. film s najvećom zaradom 1999., 2. animirani film s najvećom zaradom iz 1999. nakon Priče o igračkama 2 i prvi Disneyjev animirani film na prvom mjestu zarade na blagajnama u Sjevernoj Americi od Pocahontas (1995). Osvojio je Oscara za najbolju originalnu pjesmu ("You'll Be in My Heart" Phila Collinsa). Tarzan je također bio nominiran za 11. Annie Awards, osvojivši nagrade u kategoriji za tehničko postignuće i u području animacije. Nagradu je dobio Eric Daniels, koji je razvio proces animacije Deep Canvas.

## Radnja
Krajem 1880-ih, britanski par i njihov sinčić doživjeli su brodolom kraj kongoanske obale. Odrasli grade kućicu na drvetu, ali ih ubija Sabor, leopard. Kala, ženka gorile koja je nedavno izgubila vlastito dijete zbog Sabora, pronalazi ljudsko dijete i vraća ga u džunglu da ga odgaja kao svoje, usprkos svom partneru i vođi trupa gorila, Kerchakovom neodobravanje. Kala mu daje ime Tarzan.
Godinama kasnije, Tarzan se počinje sprijateljiti s drugim životinjama, uključujući mladu ženku gorilu po imenu Terk i paranoidnog muškog slona Tantora. Tarzan se smatra drugačije tretiranim zbog svoje drugačije tjelesne građe pa ulaže velike napore da se poboljša. Kao odrasla osoba, kada Sabor ponovno napadne gorile, Tarzan uspijeva ubiti Sabora svojim izrađenim grubim kopljem, stječući Kerchakovo nevoljko poštovanje.
Mirni život trupa gorila prekida dolazak tima istraživača ljudi iz Engleske, koji se sastoji od profesora Archimedesa Q. Portera, njegove kćeri Jane i njihovog lovačkog pratitelja Claytona, koji žele proučavati gorile. Jane se slučajno odvoji od grupe i progoni je pavijan trupa, a Tarzan ju je spasio iz znatiželje. Shvaća da je i ona čovjek, baš kao i on. Jane vodi Tarzana natrag u njihov kamp, gdje se i Porter i Clayton jako zanimaju za njega; prvi u smislu znanstvenog napretka dok se drugi nada da će Tarzan povesti grupu do gorila. Unatoč Kerchakovim upozorenjima da izbjegava strance, Tarzan se neprestano vraća u logor, gdje ga Porter, Clayton i Jane uče pravilno govoriti engleski, kao i kakav je ljudski svijet te se on i Jane počinju zaljubljivati. Međutim, teško im je uvjeriti Tarzana da ih odvede gorilama zbog njegova straha za njihovu sigurnost od Kerchakova bijesa.
Istraživački se brod ubrzo vraća po njih. Jane zamoli Tarzana da se vrati s njima u Englesku, ali Tarzan zauzvrat moli Jane da ostane s njim nakon što Jane kaže da se vjerojatno nikada neće vratiti. Clayton uvjerava Tarzana da će Jane ostati s njim ako ih odvede do gorila; Tarzan pristaje i vodi trojac do gnijezdilišta, dok Terk i Tantor služe kao mamac Kerchaku kako ne bi napao ljude. Porter i Jane uzbuđeno dolaze, pronalaze Tarzanovu obitelj gorila i druže se s njima, ali Kerchak se vraća i napadne Claytona zbog puške uperene u jednu od gorila, a Tarzan ga jedva uspije zadržati kako bi ljudi pobjegli. Kerchak hladno optužuje Tarzana za neposluh i izdaju svoje obitelji, zbog čega Tarzan posramljen povlači u osamu. Malo kasnije, Kala odvede Tarzana u kućicu na drvetu gdje ga je pronašla da mu pokaže njegovu pravu prošlost. Tarzan se odjene u odijelo svog pokojnog oca, kao znak da će poći s Jane i njenim ocem u Engleskom. Kala i Tarzan se opraštaju obećavajući jedan drugom da će zauvijek biti majka i sin.
Kad se Tarzan sljedeći dan ukrca na brod s Jane i Porterom, Clayton i njegova izdajnička skupina slijepih putnika upadaju u zasjedu. Clayton otkriva da će uhvatiti i prodati gorile te zatoči Tarzana, Jane i Portera kako bi ih spriječio da se miješaju. Tarzan uspijeva pobjeći uz pomoć Terka i Tantora te se vraća u džunglu spašavajući svoju obitelj gorila. Ondje Clayton upuca u Kerchaka i bori se s Tarzanom preko krošnja drveća. Tarzan uništava Claytonovu pušku, navevši ga da ga napadne svojim nožem sve dok Tarzan ne uhvati Claytona u klopku unutar šume ljama. Dok se Clayton bjesomučno pokušava osloboditi, jedna od ljama mu se omota oko vrata i pada, obješen do smrti. Kerchak na samrti konačno prihvaća Tarzana kao svog i imenuje ga vođom trupa gorila. 
Sljedećeg dana, Porter i Jane pripremaju se za odlazak na brod dok Tarzan ostaje s gorilama. Dok čamac napušta obalu, Porter potiče svoju kćer da ostane s muškarcem kojeg voli, a Jane skoči s čamca da se vrati na obalu; Porter je ubrzo slijedi. Porteri se ponovno okupljaju s Tarzanom i njegovom obitelji i kreću u novi zajednički život.

## Glasovi i sinkronizacija
| Izvorni glas    | Hrvatski glas                                     | Lik                   |
| --------------- | ------------------------------------------------- | --------------------- |
| Tony Goldwyn    | Nikša Marinović                                   | Tarzan                |
| Alex D. Linz    | Antea Kalinić                                     | mladi Tarzan          |
| Minnie Driver   | Nataša Dangubić                                   | Jane Porter           |
| Rosie O'Donnell | Jadranka Đokić                                    | Terk                  |
| Brian Blessed   | Siniša Popović                                    | William Cecil Clayton |
| Nigel Hawthorne | Ljubomir Kapor                                    | Profesor Porter       |
| Glenn Close     | Mirela Brekalo (dijalog) Jadranka Krištof (vokal) | Kala                  |
| Lance Henriksen | Žarko Savić                                       | Kerchak               |
| Wayne Knight    | Branko "Pjer" Meničanin                           | Tantor                |
| Taylor Dempsey  | David Jakovljević                                 | mladi Tantor          |
| Phil Proctor    | Ivica Zadro                                       | Kapetan               |
| Erik von Detten | Ivan Glowatzky                                    | Flint                 |
| Jason Marsden   |                                                   | Mungo                 |
| Lily Collins    |                                                   | mladunac pavijana     |

### Ostali Hrvatski glasovi
- Mima Karaula
- Pero Juričić
- Ranko Tihomirović
- Sanja Hrenar
- Krunoslav Klabučar
- Dora Ruždjak Podolski
- Danijel Radečić
- Radovan Ruždjak
- Vanda Vujanić-Šušnjar
- Alen Balen
- Alka Bešker
- Luka Brščić
- Alisa Erceg
- Lea Flegar
- Mario Krnić
- Matea Mihovec
- Hrvoje Niković
- Dorotea Oroši
- Gabriela Oroši
- Lara Škrinjar

Informacije Hrvatske sinkronizacije
- Režija: Dora Ruždjak Podolski
- Prijevod: Lara Hölbling Matković
- Prepjev: Srđan Gulić
- Režija glazbe: Iva Niković, Hrvoje Niković
- Sinkronizacija: ATER Studio
- Tonska obrada pjesama: ATER Studio
- Snimatelj dijaloga: Mario Pulek
- Montažeri dijaloga: Mario Krnić, Mario Pulek
- Snimatelj i montažer vokala: Hrvoje Niković
- Kreativni Supervizor: Magdalena Snopek
- Hrvatsku verziju proizveo: Disney Character Voices International, Inc.
- Godina sinkronizacije: 2005.

## Produkcija
Pretprodukcija Tarzana započela je 1995. Engleski pjevač Phil Collins angažiran je za skladanje i snimanje pjesama integriranih s partiturom Marka Mancine. U međuvremenu, produkcijski tim je krenuo na istraživačko putovanje u Ugandu i Keniju kako bi proučavao gorile. Animacija filma kombinira tradicionalnu animaciju s opsežnom upotrebom računalno generiranih slika, a napravljena je u Kaliforniji, Orlandu] i Parizu, s revolucionarnim softverskim sustavom računalne animacije Deep Canvas koji se pretežno koristi za stvaranje trodimenzionalnih pozadina.

## Kritike i nagrade
Na stranici Rotten Tomatoes 89% kritičara filmu dalo pozitivnu recenziju: "Disneyjev "Tarzan" podiže dobro poznatu priču na novu razinu sa živahnom animacijom, žustrim tempom i nekim uzbudljivim akcijskim setovima."
Entertainment Weekly je usporedio napredak filma u vizualnim efektima s onim iz Matrixa, navodeći da je imao "najbolji računalno generiran pozadinski rad otkako je Keanu Reeves napravio leđni udarac u usporeni film", opisujući kako su se likovi neprimjetno kretali kroz samu pozadinu, dajući filmu jedinstven trodimenzionalni osjećaj koji je daleko nadmašio kvalitetu prethodnih pokušaja radnje uživo. Sa svojim blistavim visokotehnološkim Tarzanom, Disney odlazi u džunglu i ljulja prstenove oko napora u živoj akciji iz prošlosti. Roger Ebert dao je filmu najvišu ocjenu od četiri zvjezdice, a imao je i slične komentare o film, opisujući ga kao još jedan Disneyjev pokušaj da pomakne okvir animacije", sa scenama koje se "kreću kroz prostor sa slobodom kakva se nije sanjala u starijim animiranim filmovima i nedostižna bilo kakvim procesom uživo. Dodijelivši filmu tri zvjezdice, James Berardinelli je napisao: S čisto vizualnog stajališta, ovo bi moglo biti najimpresivnije od sve Disneyjeve tradicionalno animirane značajke. Pozadine su bujne, likovi dobro realizirani, a akcijske sekvence vrtoglave, s čestim promjenama perspektive i kutova kamere. Nijedan konvencionalni animirani film nije bio ovako ambiciozan. Desson Howe, pisac za The Washington Post, tvrdio je film nije konkurencija Aladdinu, Kralju lavova i Maloj sireni,  ali nadmašuje Herkula i Pocahontas"Animirani 'Tarzan' stvarno se ljulja, bogato je detaljan i živopisno zamišljen, ali računalna animacija i grafika često se miješaju i kombiniraju na načine koji više odvlače pažnju u svojim razlikama nego što pomažu u njihovoj živopisnosti."
Lisa Schwarzbaum, koja je film ocijenila s A-, pozdravila je film kao "uzbudljivu sagu o prirodnom čovjeku, neokaljanom komplikacijama 'civiliziranog' života, koji može predvidjeti promjene u zraku jer je Disneyjev tim, nakon što je nanjušio vjetar, izašao na ud i pojednostavio stvari." Peter Stog iz San Francisco Chronicle divio se filmu jer se bavio "značenjima obiteljskih odnosa i ideja o društvu, starateljstvu i suosjećanju" i "lukavosti i pohlepom i konačnom zlu", kao i što je ostao vjeran Burroughsov originalni roman. Disney radi svoju čar s pričom i animacijom u 'Tarzanu'. Kenneth Turan iz Los Angelesa Times“ je napisao da se „priča odvija s opasnostima, kao i toplim humorom; posebno je teško odoljeti jungle jam sessionu pod nazivom 'Trashin' the Camp'. Možda smo sve to već vidjeli, ali kada se ovako završi, užitak je doživjeti sve iznova."Janet Maslin, ocjenjuje za The New York Times, sličnog je mišljenja da "Tarzan u početku izgleda i zvuči kao više od istog, do točke u kojoj Phil Collins pjeva riječi 'vjeruj srcu svom' u trećem retku svoje uvodne pjesme. Ali pokazalo se da je to jedan od egzotičnijih cvjetova u Disneyjevom stakleniku, što s raskošnom florom, hordama faune, šarmantnim likovima i uzbudljivom kinetičkom animacijom koja graciozno uključuje kompjuterski generirani pokret."
Recenzija Radio Times nije bila pozitivna, navodeći da film "nije daleko od Disneyjevog najboljeg ostvarenja" i da sadrži "slabo komično olakšanje". Zaključila: "U nedostatku epskog zamaha Mulan" ili Kralja lavova" i protkana slabim pozadinskim pjesmama Phila Collinsa (neobjašnjivo nagrađenog Oscarom), ovaj Kralj svingera je možda pogodan za robu, ali nije VIP u džungli." Michael Wilmington iz Chicago Tribune, dok je filmu dao tri zvjezdice, napisao je da Tarzanu "nedostaje ona posebna pizza iz Disneyjevih filmova od Male sirene do Kralja lavova. Pronašao je greške u uklanjanju svih afričkih likova iz filma, nedostatku romantične napetosti između Tarzana i Jane te pjesmama Phila Collinsa, usporedivši ih nepovoljno s "showstopperima" Eltona Johna za "Kralja lavova". Napisao je "oduzimanje velikih glazbenih brojeva likovima oslabljuje film."
Ty Burr iz Entertainment Weeklyja dao je soundtracku ocjenu B-, navodeći da je nespretno podijeljen između Collinsovih pjesama i tradicionalne partiture, da je nakrcan s previše alternativnih verzija pjesama, a u nekim slučajevima i dosadnih sličnosti sa partiturama "Kralja lavova" i "Ratova zvijezda".

### Nagrade
- Oscar za najbolju originalnu pjesmu "You'll Be In My Heart" Phila Collinsa
- Zlatni globus za najbolju originalnu pjesmu
- Grammy za najbolju pjesmu za film

## Nastavci i povezana djela
- Tarzan (mjuzikl, broadwayska adaptacija
- Legenda o Tarzanu (2001.), televizijska serija
- Tarzan i Jane (2002.), prvi dio i nastavak na Tarzana (1999.)
- Tarzan 2, prequel Tarzana (1999.)

## Vanjske poveznice
- Službena stranica disney.com
- Tarzan u internetskoj bazi filmova IMDb-a